# Madonnina (Ferruzzi)
Pour les articles homonymes, voir Madonnina.
La Madonnina, ou Madonna con bambino, Madonna del Riposo (Notre-Dame du Repos), delle Vie (des Rues), est une peinture à l'huile sur panneau par Roberto Ferruzzi représentant une Vierge à l'Enfant.
Le tableau a été primé en 1897 à la deuxième Biennale de Venise.

## Historique
Les modèles que Ferruzzi a choisi pour représenter une « Maternité » sans connotation religieuse, sont Angelina Cian, âgée de onze ans à l'époque, et son petit frère Giovanni. Face au succès remporté par cette œuvre, en raison de la forte expression de tendresse dégagée, le tableau, initialement appelé Maternité, est rebaptisé Madonnina. Il s'agit de l’œuvre la plus connue de Ferruzzi.
La peinture est acquise par John George Alexander Leishman (en), diplomate en France, mais pas les droits de reproduction. La peinture, qui a fait l'objet de plusieurs ajouts et corrections au fil du temps, est probablement entrée dans une collection privée en Pennsylvanie durant les années 1950, mais sa localisation actuelle est inconnue.
Selon un descendant de Ferruzzi, l’œuvre aurait été perdue lors d'une traversée de l'Atlantique d'Europe vers les États-Unis. Une version à l'huile, considérée comme très proche de l'original, a été découverte récemment.

## Tradition populaire
- La Madonnina est entrée dans la tradition populaire des images pieuses.
- Madonna of the Streets est une mosaïque décorant l'église des Saints Pierre et Paul de San Francisco, Californie[6].
- Les Sisters of Life (en), à l'occasion de leur première profession de foi, reçoivent une médaille représentant la Madonna of the Streets[7].